# Krupá (zdrojnice Popradu)
Krupá je potok ve Vysokých Tatrách na západě okresu Poprad na Slovensku. Je to levá zdrojnice řeky Poprad. Je dlouhá 2,1 km. Je tokem III. řádu

## Průběh toku
Odtéká z Popradského plesa v nadmořské výšce 1494,3 m a protéká Mengusovskou dolinou. Teče směrem na jih a před soutokem se stáčí na západ. Už v Tatranském podhorí, severně od železniční zastávky Popradské Pleso, se v nadmořské výšce 1302,8 m spojuje s Hincovým potokem a vytváří řeku Poprad.